# Lejkówka szarożółtawa
Lejkówka szarożółtawa (Clitocybe diosma Einhell.) – gatunek grzybów z rzędu pieczarkowców (Agaricales).

## Systematyka i nazewnictwo
Pozycja w klasyfikacji według Index Fungorum: Clitocybe, Incertae sedis, Agaricales, Agaricomycetidae, Agaricomycetes, Agaricomycotina, Basidiomycota, Fungi.
Po raz pierwszy opisał go w 1973 r. Alfred Einhellinger, wyznaczył też holotyp. Nazwę polską zaproponował Władysław Wojewoda w 2003 r.

## Morfologia
Kapelusz
Średnica 2–8 cm, początkowo wypukły, wkrótce spłaszczony i lejkowaty, wodnisty. Powierzchnia gładka, brązowawa, ochrowobrązowawa do szarobrązowawej, środek często ciemniejszy, przy suchej pogodzie i na starość staje się białawy, żółtawobiały. Brzeg ochrowoszary, pofałdowany nawet w starych owocnikach.
Blaszki
Bardzo gęste, wąskie, zbiegające na trzon, o kolorze od białawego do kremowego.
Trzon
Wysokość 2–3,5 cm, cylindryczny, nieregularny, początkowo pełny, następnie pusty, często spłaszczony. Powierzchnia wzdłużnie włóknista, jasnobrązowa do szarobrązowej, jasnożółtawa u góry, u podstawy z długimi pozostałościami białych ryzomorfów.
Miąższ
Cienki, szaro-żółty, włóknisty o słodko-kwaśnym zapachu zjełczałej mąki. Smak gorzki, nieprzyjemny.
Wysyp zarodników
Biały.
Cechy mikroskopowe
Zarodniki eliptyczne, przezroczyste (4,1) 4,6 – 6,1 (7,3) × (2,5) 3,1 – 4,2 (4,7) µm, Qav = 1,5.

## Występowanie i siedlisko
Podano stanowiska tylko w Europie i w azjatyckiej części Rosji. Gatunek bardzo rzadki. W Polsce do 2024 r. podano jedno tylko stanowisko w Olecku.
Naziemny grzyb saprotroficzny. Występuje we wszystkich typach lasów, na zgniłych liściach i resztkach zgniłego drewna w lasach iglastych i mieszanych.